# Дыгало, Николай Николаевич
Николай Николаевич Дыгало (9 августа 1952 — 31 марта 2024, Новосибирск) — советский и российский биохимик, специалист в области нейроэндокринологии, нейрохимии, биологии развития, физиологической генетики и молекулярной физиологии, член-корреспондент РАН (2011).

## Биография
Родился 9 августа 1952 года.
В 1974 году окончил НГУ.
В 1981 году защитил кандидатскую, а в 1991 году — докторскую диссертации.
С 1975 года работал в Институте цитологии и генетики СО РАН, руководитель лаборатории функциональной нейрогеномики (с 1994 года).
В 2011 году избран членом-корреспондентом РАН.
Умер 31 марта 2024 года в возрасте 71 года в Новосибирске после тяжёлой продолжительной болезни.
Похоронен на Южном кладбище Новосибирска (квартал У).

## Научная деятельность
Специалист в области нейроэндокринологии, нейрохимии, биологии развития, физиологической генетики и молекулярной физиологии.
Основные исследования связаны с выявлением молекулярных механизмов онтогенеза физиологических функций и поведения. Установил, что изменение экспрессии рецепторов, нейротрансмиттеров и гормонов ген-направленными и другими экспериментальными воздействиями, а также стрессорными факторами естественной природы в критические периоды развития модифицирует ход онтогенеза и ведет в последующие периоды жизни к нарушению физиологических функций организма, изменению его поведения и психоэмоциональной устойчивости к действию стресса.
Автор более 140 статей в рецензируемых научных отечественных и международных журналах.
С 1983 года преподавал в НГУ, автор пяти учебных пособий, заведующий кафедрой физиологии факультета естественных наук (с 2012 года), читал постоянно обновляемый курс лекций «Гормоны в фило- и онтогенезе» и вводные лекции к курсу «Физиологии».

### Научно-организационная деятельность
- член Президиума Высшей аттестационной комиссии при Министерстве образования и науки Российской Федерации;
- член Объединённого учёного совета СО РАН по биологическим наукам;
- член Учёных советов Института цитологии и генетики Сибирского отделения РАН и Факультета Естественных наук Новосибирского государственного университета;
- член редколлегий журналов: «Stress — the International Journal on the Biology of Stress», «Успехи физиологических наук» и «Вавиловский журнал генетики и селекции»;
- приглашённый редактор выпуска журнала «Psychoneuroendocrinology»;
- рецензент журналов: Журнал высшей нервной деятельности, Российский физиологический журнал им. И. М. Сеченова, Brain Research, Journal of Chemical Neuroanatomy, Experimental and Molecular Pathology, European Neuropsychopharmacology, FEBS Letters, Neurochemistry International, Neuroscience, Neuroscience Letters, Progress in Neuro-Psychopharmacology & Biological Psychiatry.

В 1992—1994 годах курировал выполнение раздела Всероссийской научной программы по исследованию последствий испытаний ядерного оружия на Семипалатинском полигоне.

## Награды
- Медаль ордена «За заслуги перед Отечеством» II степени (26 января 2023 года) — за вклад в развитие науки и многолетнюю добросовестную работу[5]